# 斗和キセキ
斗和 キセキ（とわ きせき、英: Towa Kiseki）は、日本の女性バーチャルYouTuber。株式会社Pictoriaに所属する。2025年3月から自身の姿を明かして活動している。

## 概要
誕生日は3月1日。身長は155センチ。挨拶は「三角四角丸四角、やっぱり三角斗和キセキ〜！」。
キャラクターデザインは泉彩、総合プロデューサーはエハラミオリ。髪型はボブカットで、瞳の色は黄色。背中には三角形の物体を付けている。
エハラミオリの関わる蒼乃ゆうきやMarprilと親交があり、動画での共演や、雑誌での対談も行っている。

## 来歴

### 2019年
- 3月1日、YouTubeに動画を初投稿し、デビューを果たした[8]。
- 3月4日、「斗和の背中の三角形が『機動戦士ガンダムSEED ASTRAYシリーズ』のモビルスーツ『アストレイ レッドフレーム改』に似ている」という旨のファンのツイートにツッコミを入れたことで注目を浴び[2]、1日でTwitterのフォロワー数が5万人、YouTubeチャンネルの登録者数が2万5千人を突破した[9]。
- 4月13日 - 5月12日、「めちゃくちゃリアルな生首を作って、それをマネキンの首と取り換えて服を着せれば、バーチャルYouTuberでも気軽にインスタができる」という発想から、「CAMPFIRE」でクラウドファンディングを実施した[10]。目標金額10万円のところ、1400万円集まった[2]。また、同サイト主催のその年の優れた挑戦を讃えるコンテスト「CAMPFIRE CROWDFUNDING AWARD 2019」に同プロジェクトがノミネートした[11]。
- 8月24日 - 8月31日、ゴッドハンドと企業案件では初となるコラボ「アルティメットニッパー 斗和キセキver.」の受注販売を実施した[12]。
- 9月19日・10月3日、テレビ番組『超人女子戦士 ガリベンガーV』にて、地上波初登場を果たした[13]。同番組のゲストとしては初の2週連続の出演となる[13]。
- 10月24日、Webアニメ『ガンダムビルドダイバーズRe:RISE』第4話に、斗和にそっくりのカラーリングのアストレイ レッドフレーム改が登場し話題となった[14]。また、このモビルスーツの名称は「ETERNAL MIRACLE」であり、「ETERNAL＝永遠（斗和）」、「MIRACLE＝奇跡（キセキ）」と、斗和の名前を連想させるものとなっていた[14]。
- 12月3日、1stライブ「New Voyage」が開催された[15]。

### 2020年
- 1月15日、クラウドファンディングによって制作されていた生首が完成した[16]。それに伴い、Instagramアカウントが開設された。

## 主な出演

### ライブ
- 斗和キセキ 1stライブ「New Voyage」（2019年12月3日）[15]

### テレビ番組
- 超人女子戦士 ガリベンガーV（2019年9月19日・10月3日・2020年4月10日、テレビ朝日）[13]

### インターネット番組
- 週刊やしろあずきシーズン2（2019年10月10日）[17]

### ゲーム
- ブイブイブイテューヌ（2020年、斗和キセキ）[18]

### 書籍
- コンプティーク2019年4月号増刊 Vティーク VOL.3[19]
- コンプティーク2019年8月号増刊 Vティーク VOL.4[20]

## ディスコグラフィ

### シングル
作詞と作曲は全て赤山コウが担当。
|     | タイトル                        | 配信日         | MVイラスト   |
| --- | ------------------------------- | -------------- | ------------ |
| 1st | グッド・バイ                    | 2019年10月4日  | 泉彩         |
| 2nd | ユートピアブルー                | 2019年10月18日 | こむぎこ2000 |
| 3rd | 茜色の街                        | 2019年10月25日 | 紅緒         |
| 4th | かげひなた                      | 2019年11月1日  | 三好まを     |
| 5th | パンチドランク△メタモルフォーゼ | 2019年11月8日  | たくぼん     |
| 6th | Longplane                       | 2019年11月15日 | 焦茶         |
| 7th | エレフセリアの箱舟              | 2019年11月22日 | はるとし     |

## 受賞歴
- CAMPFIRE CROWDFUNDING AWARD 2019 - ノミネート[11]

## タイアップ
- WORLD FLIPPER（2020年1月15日 - 2月15日）[21]